# Федеріко Сантандер
Федеріко Сантандер (ісп. Federico Santander, нар. 4 червня 1991, Сан-Лоренсо) — парагвайський футболіст, нападник італійської «Реджини» і національної збірної Парагваю.

## Клубна кар'єра
Народився 4 червня 1991 року в місті Сан-Лоренсо. Вихованець юнацьких команд «Гуарані» (Асунсьйон). У дорослому футболі дебютував 2008 року виступами за головну команду цього ж клубу, за яку грав до 2012 року, взявши участь у понад 50 матчах чемпіонату. За цей період також встиг пограти у Франції, де протягом сезону 2010/11 на правах оренди грав за «Тулузу».
2012 року став гравцем аргентинського «Расінга» (Авельянеда), з якого віддавався в оренду до «Тігре». Згодом протягом 2013—2015 років знову грав на батьківщині за рідний «Гуарані», після чого перейшов до данського «Копенгагена», з яким уклав п'ятирічний контракт.
Провівши три сезони у Данії, де був серед лідерів атак «Копенгагена», за 6 мільйонів євро перейшов до італійської «Болоньї», з якою уклав контракт на чотири роки. Протягом сезону 2018/19 був стабільним гравцем основного складу і з 8-ма голами у 32 іграх розділив звання найкращого бомбардира команди у чемпіонаті. Наступного року отримував менше ігрового часу, а його гольовий доробок поповнився лише одним голом у Серії A. А от по ходу сезону 2020/21 виходи парагвайця на поле у складі «Болоньї» були вже взагалі епізодичними.
Влітку 2022 року приєднався до лав друголігової «Реджини».

## Виступи за збірні
2009 року залучався до складу молодіжної збірної Парагваю. На молодіжному рівні зіграв у 12 офіційних матчах, забив 6 голів.
2010 року дебютував в офіційних матчах у складі національної збірної Парагваю.
У складі збірної був учасником розіграшу Кубка Америки 2019 року у Бразилії, де виходив на поле в одній грі.
| Дата       | Місто            | Господарі     | Результат | Гості     | Турнір                       | Голи | Примітки |
| ---------- | ---------------- | ------------- | --------- | --------- | ---------------------------- | ---- | -------- |
| 9-10-2010  | Сідней           | Австралія     | 1 – 0     | Парагвай  | товариський матч             | -    | 75'      |
| 12-10-2010 | Веллінгтон       | Нова Зеландія | 0 – 2     | Парагвай  | товариський матч             | -    | 67'      |
| 17-11-2010 | Гонконг          | Гонконг       | 0 – 7     | Парагвай  | товариський матч             | -    | 69'      |
| 4-6-2011   | Ла-Пас           | Болівія       | 0 – 2     | Парагвай  | товариський матч             | 1    | 63'      |
| 8-6-2011   | Луке             | Парагвай      | 0 – 0     | Болівія   | товариський матч             | -    | 65'      |
| 23-6-2011  | Асунсьйон        | Парагвай      | 0 – 0     | Чилі      | товариський матч             | -    | 60'      |
| 8-10-2015  | Пуерто-Ордас     | Венесуела     | 0 – 0     | Парагвай  | Відбір до ЧС 2018            | -    | 73'      |
| 14-10-2015 | Асунсьйон        | Парагвай      | 0 – 0     | Аргентина | Відбір до ЧС 2018            | -    | 68' 70'  |
| 1-9-2016   | Асунсьйон        | Парагвай      | 2 – 1     | Чилі      | Відбір до ЧС 2018            | -    | 67'      |
| 7-9-2016   | Монтевідео       | Уругвай       | 4 – 0     | Парагвай  | Відбір до ЧС 2018            | -    | 46'      |
| 11-11-2016 | Асунсьйон        | Парагвай      | 1 – 4     | Перу      | Відбір до ЧС 2018            | -    | 38'      |
| 24-3-2017  | Асунсьйон        | Парагвай      | 2 – 1     | Еквадор   | Відбір до ЧС 2018            | -    | 64'      |
| 28-3-2017  | Сан-Паулу        | Бразилія      | 3 – 0     | Парагвай  | Відбір до ЧС 2018            | -    | 56'      |
| 2-6-2017   | Ренн             | Франція       | 5 – 0     | Парагвай  | товариський матч             | -    | 58'      |
| 27-3-2018  | Кері             | США           | 1 – 0     | Парагвай  | товариський матч             | -    | 90'      |
| 12-6-2018  | Інсбрук          | Японія        | 4 – 2     | Парагвай  | товариський матч             | -    |          |
| 20-11-2018 | Дурбан           | ПАР           | 1 – 1     | Парагвай  | товариський матч             | 1    | 46'      |
| 6-6-2019   | Сьюдад-дель-Есте | Парагвай      | 1 – 1     | Гондурас  | товариський матч             | -    | 46'      |
| 9-6-2019   | Асунсьйон        | Парагвай      | 2 – 0     | Гватемала | товариський матч             | -    | 89'      |
| 19-6-2019  | Белу-Оризонті    | Аргентина     | 1 – 1     | Парагвай  | Копа Америка 2019 - 1-й етап | -    | 72'      |
| Усього     |                  | Матчів        | 20        |           | Голів                        | 2    |          |

## Титули і досягнення
- Чемпіон Данії (2):

«Копенгаген»: 2015/16, 2016/17
- Володар Кубка Данії (2):

«Копенгаген»: 2015/16, 2016/17